# John Fowler (thị trưởng)
John William Fowler (sinh ngày 16 tháng 7 năm 1954) là một giáo viên trung học người Úc và là cựu thị trưởng của Thành phố Nam Sydney.

## Tuổi thơ
Fowler sinh ra ở Sydney và theo học tại Newington College (1968–1971).

## Thành phố Nam Sydney
Fowler là một ủy viên hội đồng độc lập cho Thành phố Nam Sydney từ năm 1989 cho đến khi trở thành thị trưởng phi lao động đầu tiên vào năm 2000. Ông phục vụ trong vai trò đó cho đến khi hội đồng được sáp nhập với Hội đồng Thành phố Sydney. Ông là thị trưởng đồng tính công khai đầu tiên ở Sydney.